# Petaloconchus montereyensis
Petaloconchus montereyensis är en snäckart som beskrevs av Dall 1919. Petaloconchus montereyensis ingår i släktet Petaloconchus och familjen Vermetidae. Inga underarter finns listade i Catalogue of Life.